# Рендсбург-Эккернфёрде (район)
Рендсбург-Экернфёрде (нем. Rendsburg-Eckernförde) — район в Германии. Центр района — город Рендсбург. Район входит в землю Шлезвиг-Гольштейн. Занимает площадь 2185,48 км². Население — 272 981 чел. Плотность населения — 125 человек/км².
Официальный код района — 01 0 58.
Район подразделяется на 166 общин.

## Города и общины
1. Альтенхольц (9 714)
2. Бордесхольм (7 623)
3. Бюдельсдорф (10 199)
4. Эккернфёрде (23 162)
5. Гетторф (6 522)
6. Хоэнвештедт (4 978)
7. Кронсхаген (11 852)
8. Рендсбург (28 469)

Управления
Управление Ахтервер
1. Ахтервер (906)
2. Бреденбек (1 342)
3. Фельде (2 093)
4. Крумвиш (758)
5. Мельсдорф (1 716)
6. Оттендорф (845)
7. Кварнбек (1 771)
8. Вестензее (1 574)

Управление Аукруг
1. Арпсдорф (268)
2. Аукруг (3 828)
3. Эндорф (614)
4. Паденштедт (1 347)
5. Васбек (2 176)

Управление Бордесхольм-Ланд
1. Биззее (168)
2. Брюгге (1 038)
3. Грефенкруг (291)
4. Грос-Бухвальд (364)
5. Хоффельд (165)
6. Лоп (186)
7. Мюброк (511)
8. Негенхарри (339)
9. Ресдорф (155)
10. Шмальстеде (258)
11. Шёнбек (160)
12. Зёрен (192)
13. Ваттенбек (2 868)

Управление Денишенхаген
1. Денишенхаген (3 369)
2. Нёр (877)
3. Шведенек (3 067)
4. Штранде (1 510)

Управление Денишер-Вольд
1. Фельм (1 110)
2. Линдау (1 353)
3. Нойдорф-Борнштайн (1 068)
4. Нойвиттенбек (1 273)
5. Осдорф (2 367)
6. Шинкель (1 017)
7. Тюттендорф (1 189)

Управление Айдерканаль
1. Бовенау (1 050)
2. Хасмор (282)
3. Остенфельд (566)
4. Остеррёнфельд (5 257)
5. Раде (231)
6. Шахт-Аудорф (4 571)
7. Шюлльдорф (576)

Управление Флинтбек
1. Бёнхузен (358)
2. Флинтбек (7 227)
3. Шёнхорст (301)
4. Техельсдорф (163)

Управление Фокбек
1. Альт-Дуфенштедт (1 866)
2. Фокбек (6 334)
3. Нюббель (1 669)
4. Риккерт (1 087)

Управление Ханерау-Хадемаршен
1. Бельдорф (287)
2. Бендорф (472)
3. Борнхольт (215)
4. Гокельс (610)
5. Ханерау-Хадемаршен (3 068)
6. Лютенвештедт (640)
7. Ольденбюттель (267)
8. Зеефельд (393)
9. Штенфельд (406)
10. Таккесдорф (87)
11. Таден (289)

Управление Хоэнвештедт-Ланд
1. Берингштедт (754)
2. Грауэль (264)
3. Хайнкенборстель (147)
4. Ярсдорф (240)
5. Мецен (407)
6. Мёрель (255)
7. Ниэнборстель (626)
8. Ниэндорф (690)
9. Остерштедт (687)
10. Раде (86)
11. Реммельс (429)
12. Таппендорф (330)
13. Тоденбюттель (1 131)
14. Вапельфельд (336)

Управление Хонер-Харде
1. Баргсталль (174)
2. Брайхольц (1 506)
3. Христиансхольм (279)
4. Эльсдорф-Вестермюлен (1 689)
5. Фридриксграбен (58)
6. Фридриксхольм (466)
7. Хамдорф (1 296)
8. Хон (2 373)
9. Кёнигсхюгель (176)
10. Лоэ-Фёрден (656)
11. Принценмор (178)
12. Зофинхам (342)

Управление Хюттен
1. Алефельд (166)
2. Ашеффель (954)
3. Бистензее (259)
4. Брекендорф (1 054)
5. Дамендорф (447)
6. Хюттен (205)
7. Остерби (927)
8. Овшлаг (3 612)

Управление Йефенштедт
1. Бриньяэ (139)
2. Эмбюрен (219)
3. Хале (517)
4. Хамведдель (498)
5. Хёрстен (129)
6. Йефенштедт (3 343)
7. Лунштедт (441)
8. Шюльп (1 116)
9. Штафштедт (369)
10. Вестеррёнфельд (5 168)

Управление Мольфзее
1. Блументаль (671)
2. Милькендорф (1 396)
3. Мольфзее (4 967)
4. Роденбек (501)
5. Румор (730)
6. Ширензее (382)

Управление Норторфер-Ланд
1. Баргштедт (780)
2. Бокель (676)
3. Боргдорф-Зеедорф (413)
4. Браммер (416)
5. Детген (600)
6. Айзендорф (310)
7. Эллердорф (560)
8. Эмкендорф (1 523)
9. Гнуц (1 216)
10. Грос-Фольштедт (1 000)
11. Крогаспе (485)
12. Лангведель (1 364)
13. Норторф (6 401)
14. Ольденхюттен (152)
15. Шюльп (825)
16. Тиммаспе (1 143)
17. Вардер (616)

Управление Шлай
1. Флеккеби (1 808)
2. Гюби (842)
3. Хуммельфельд (275)
4. Козель (1 339)
5. Ризеби (2 559)

Управление Шванзен
1. Бродерсби (752)
2. Дамп (1 615)
3. Дёрпхоф (745)
4. Хольцдорф (942)
5. Карби (564)
6. Тумби (515)
7. Вабс (1 455)
8. Виннемарк (504)

Управление Виндеби
1. Альтенхоф (302)
2. Баркельсби (1 537)
3. Гаммельби (521)
4. Гозефельд (760)
5. Лозе (846)
6. Виндеби (1 125)

Управление Виттензее
1. Боргштедт (1 437)
2. Бюнсдорф (597)
3. Грос-Виттензее (1 068)
4. Хаби (608)
5. Хольтзее (1 369)
6. Хольцбунге (371)
7. Клайн-Виттензее (211)
8. Ной-Дуфенштедт (149)
9. Зеэштедт (870)